# Weathersfield
Weathersfield est une ville du comté de Windsor au Vermont aux États-Unis. En 2010 la population était de 2 825 habitants.

## Personnalité liée à la ville
- Barbara Galpin